# Louis Junod
Pour les articles homonymes, voir Junod.
François-Louis, dit Louis Junod, né le 2 novembre 1906 à Sainte-Croix et mort le 16 mars 1985 à Épalinges, est un historien et professeur de l’Université de Lausanne, dans le canton de Vaud en Suisse. Il s’est fait connaître par de nombreux travaux, notamment sur la Réforme en Suisse romande, sur l’histoire de l’Université de Lausanne et de ses étudiants, sur l’histoire économique et sociale du Pays de Vaud, sur la Révolution vaudoise en 1798, et sur les croisades et les voyages au Moyen Âge.

## Biographie
Élève à Lausanne du collège cantonal, puis du gymnase classique, il bénéficie de l’enseignement d’Edmond et Charles Gilliard, deux maîtres pour lesquels il gardera toujours un réel attachement. Licencié ès lettres classiques de l’Université de Lausanne en 1927, Louis Junod complète en 1931-1932 ses études à l’École des chartes à Paris[Information douteuse], tout en préparant sa thèse de doctorat consacrée au chroniqueur Guillaume de Pierrefleur et à sa famille. Il soutient sa thèse en 1933 et la publie l’année suivante sous le titre Mémoires de Pierrefleur (édition critique avec introduction et notes). Il séjourne ensuite à Berlin (1928-1929) et à Londres (1929-1931), mettant à profit sa connaissance des langues (français, anglais, italien et espagnol) en travaillant comme correspondant d’une banque commerciale. À Munich, il collabore durant deux ans au Thesaurus Linguae Latinae (1933-1935), avant de rentrer à Lausanne en 1935 pour entamer une carrière d’archiviste, engagé aux Archives cantonales vaudoises comme collaborateur de Maxime Reymond, dont il reprendra les fonctions directoriales de 1943 à 1964. Louis Junod obtient en 1955 le déménagement des archives cantonales, précédemment logées dans l’espace restreint de la tour beffroi de la cathédrale de Lausanne, et leur installation dans des locaux bien adaptés à la rue du Maupas 47. C’est aussi sous son égide, grâce à un gros effort de classement, d’inventaire et d’établissement de considérables fichiers alphabétiques et méthodiques, que les Archives cantonales vaudoises deviennent un incontournable lieu de recherches historiques et généalogiques, accueillant professeurs et étudiants, aussi bien que de nombreux chercheurs particuliers.
Parallèlement à ses responsabilités d’archiviste, Junod mène une carrière d’enseignant à l’Université de Lausanne, tout d’abord comme privat-docent de paléographie (1939-1942), puis comme professeur extraordinaire (1942-1949), enfin ordinaire (1949-1976). Il succède à Charles Gilliard à la chaire d'histoire suisse et médiévale et de sciences auxiliaires de l'histoire à l'université de Lausanne. Il est doyen de la Faculté des Lettres à plusieurs reprises (1946-1948, 1950, 1956), puis recteur de l’Université de Lausanne de 1950-1952.
Louis Junod succède à Paul Maillefer et Eugène Mottaz comme rédacteur de la Revue historique vaudoise (1942-1964). Il est l'un des premiers historiens vaudois à s'intéresser à la vie quotidienne et consacre de très nombreux articles à l’histoire du Pays de Vaud. Ses travaux sont publiés dans divers périodiques, et tout particulièrement dans la Revue historique vaudoise.
Cofondateur en 1935, avec Jean Descoullayes, et directeur jusqu’en 1943 des Editions des Trois Collines, il collabore aussi aux revues Suisse romande qui devient en 1940 Suisse contemporaine, ainsi qu’à Traits, fondé après la défaite française pour résister à la propagande de l’« Ordre Nouveau ».
Durant ses jeunes années, Louis Junod est membre de la société d’étudiants Zofingue (1924-1928), et plus tard vice-président romand de Folklore suisse (1944-1966), trésorier de la Société romande d’histoire et membre du comité de la Société vaudoise d’histoire et d’archéologie (président en 1941 et 1953, membre d’honneur dès 1975) ; il a été aussi, de 1960 à 1965, vice-président de la Commission fédérale du Musée national.
Louis Junod a produit une œuvre considérable, s’intéressant aux questions démographiques, financières, sociales et politiques. Il a développé ses recherches dans trois directions principales : l’histoire de l’Académie de Lausanne et de ses étudiants, l’histoire de l’imprimerie et du livre, et enfin l’Ancien Régime dans le canton de Vaud, consacrant des travaux à Henri Monod, Jean-Jacques Cart, au pasteur Jean-Rodolphe Martin, à Georges-Albert Muller de la Mothe, au doyen Louis-Auguste Curtat.

## Œuvres
(sélection, par ordre chronologique)
- Mémoires de Pierrefleur (éd. critique avec une introd. et des notes [de] Louis Junod), Lausanne : La Concorde, 1934, 289 p.
- Album studiosorum Academiae lausannensis : 1537-1837 : dressé d'après les registres officiels et d'autres documents, Lausanne : F. Rouge, 1937, 203 p. (Liste des noms des étudiants, de 1602 à 1837).
- « Le Pays de Vaud a-t-il connu le "Kiltgang"? » tiré à part de : Archives suisses des traditions populaires (ASTP), Bâle, t. 43 (1946), pp. 164-175. Repris dans ASTP 1997, vol. 93, pp. 17-25.
- Le château, le bourg et la ville neuve de Chillon, Lausanne, Association pour la restauration du Château de Chillon, 1946.
- L'Académie de Lausanne au XVIe siècle : Leges Scholae Lausannensis 1547 : lettres et documents inédits (publ. et annotés par Louis Junod ... [et al.]), Lausanne : F. Rouge, 1947.
- De l'Imprimerie Vincent à l'Imprimerie Centrale de Lausanne : cent soixante-quinze ans de tradition typographique, 1772-1947, Lausanne : Impr. Centrale, 1948.
- « Paul Moultou et ses affaires avec les Indes Orientales », dans Schweizer Beiträge zur allgemeinen Geschichte 6, 1948, pp. 120-141.
- « Le Conseil d'État vaudois et les révolutions de 1848 », Musée neuchâtelois. - 1948, pp. 115-124.
- Cent cinquante ans d'histoire vaudoise (avec Jean-Charles Biaudet), Lausanne : Librairie de l'Université, 1948.
- «La loge des 'Amis Unis' de Morges et les événements révolutionnaires de 1791 au Pays de Vaud», Revue historique vaudoise (Lausanne), (1949), p. 161-176.
- Le Pays de Vaud : notices historiques sur les villes et le pays (Louis Junod dir.), Zurich, F. Brun, 1951.
- « L'agglomération lausannoise », tiré à part de: Le Pays de Vaud, Zurich, F. Brun, 1951, pp. 13–107.
- « Une évasion de prisonniers d'État au château d'Aarbourg en 1792 », Revue historique vaudoise 1952, pp. 1–27.
- Henri Monod, Souvenirs inédits (présentés, éd. et annotés par J.-C. Biaudet et Louis Junod), (Bibliothèque historique vaudoise 15), Lausanne, F. Rouge, 1953.
- Orbe (texte de Louis Junod ; photogr. Max-F. Chiffelle), Neuchâtel, Ed. du Griffon, 1955.
- «Tableaux de Ducros au château de Wildegg», Zeitschrift für schweiz. Archaeologie und Kunstgeschichte, t. 20, [Bâle], 1960.
- Deux cents ans de vie et d'histoire vaudoises : la Feuille d'Avis de Lausanne, 1762-1962, [Louis Junod, Pierre Cordey ... et al.], Lausanne, Payot, 1962.
- Chroniqueurs du XVIe siècle : Bonivard, Pierrefleur, Jeanne de Jussie, Fromment (textes établis et présentés par Maurice Bossard et Louis Junod), Lausanne, Bibliothèque romande, cop. 1974.
- Mémoires inédits de Daniel-Amédée Fornallaz (avec introd., notes et appendices par Louis Junod), Lausanne, Payot, 1976.
- La double vie du pasteur Berne, Lausanne, Payot, 1980, 116 p.
- «De la ville épiscopale au chef-lieu de bailliage», dans Histoire de Lausanne,  Toulouse : Privat ; Lausanne : Payot, 1982, pp. 151–178.

## Sources
Fonds : Junod (Louis) (1579-1985) [5,15 mètres linéaires].  Cote : CH-000053-1 PP 548. Archives cantonales vaudoises (présentation en ligne).